# 大分県道620号東山庄内線
大分県道620号東山庄内線（おおいたけんどう620ごう ひがしやましょうないせん）は、大分県別府市から由布市に至る一般県道である。

## 概要
別府市東山一区から由布市庄内町東大津留に至る。大分県道52号別府庄内線の西側を大きく迂回するルートを通る。

### 路線データ
- 起点：大分県別府市東山一区[1][2]（大分県道52号別府庄内線交点）
- 終点：大分県由布市庄内町東大津留[1][2]（大分県道52号別府庄内線交点）

## 歴史
- 1959年（昭和34年）3月31日 - 大分県告示第374号により、県道東山庄内線として路線認定される（当時の整理番号は99）[3]。
- 1973年（昭和48年）4月2日 - 大分県告示第250号により県道東山庄内線として路線認定[4]。
- 1993年（平成5年）5月11日 - 建設省から、県道東山庄内線の一部を別府庄内線として主要地方道に指定される[5]。

## 地理

### 通過する自治体
- 別府市
- 由布市

### 交差する道路
| 交差する道路           | 市町村名 | 交差する場所   | 交差する場所 |
| ---------------------- | -------- | -------------- | ------------ |
| 大分県道52号別府庄内線 | 別府市   | 東山一区       | 起点         |
| 大分県道52号別府庄内線 | 由布市   | 庄内町東大津留 | 終点         |

### 沿線
- 小挾間川